# ヴァイタフォン

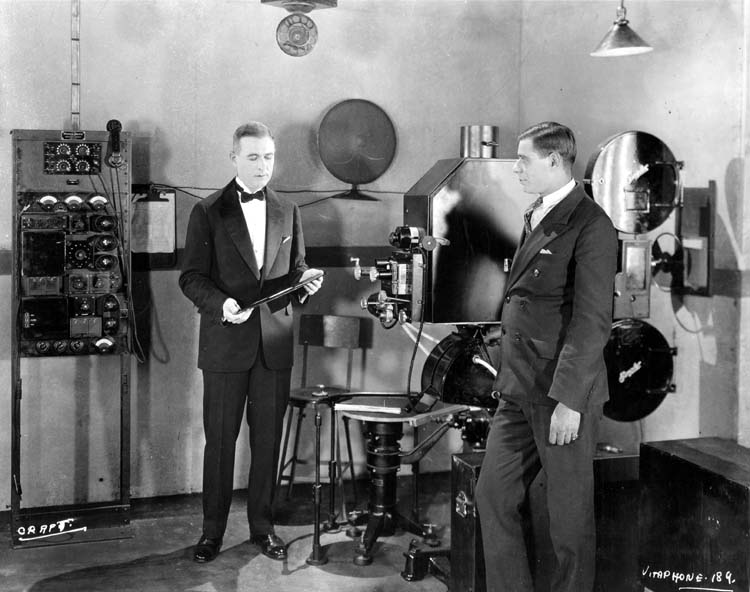
ウェスタン・エレクトリック社の技師によるデモンストレーション（1926年）

ヴァイタフォン（Vitaphone）は、ワーナー・ブラザースとその姉妹スタジオであるファースト・ナショナルによって製作された最初期のサウンドシステムのひとつで、カメラで撮影した映像へ比較的安価に音声や音楽をシンクロさせることができた。1920年代末にかけて広く用いられたが、1930年代に入ると光学式のムービートーンなど競合する別のシステムへ置き換えられ、急速に廃れていった。

## 概要
1926年にAT&Tの1部門だったウェスタン・エレクトリック社が、映画会社ワーナー・ブラザースと共同で音声技術の開発を行う「ヴァイタフォン」社を設立、ここで発明されたディスク録音式（サウンド・オン・ディスク）の録音再生技術が「ヴァイタフォン」として商標登録され、映画の撮影現場に投入された。
ヴァイタフォンはフィルムカメラの撮影に連動させた装置でワックス製のディスクへ音声を収録し、このディスクをもとに堅牢なビニール盤レコードを作成、これを映画館で上映にあわせて再生する仕組みだった。
このシステムによる最初の商業上映は1926年8月6日、ニューヨークのワーナー・シアターで行われた。作品はジョン・バリモア主演『ドン・ファン』（アラン・クロスランド監督）で、16インチ・331-333 RPMのディスクが作成されて映画に合わせて音声・音楽を再生した。このときはそれほど注目されなかったが、翌1927年にアル・ジョンソン主演『ジャズ・シンガー』（アラン・クロスランド監督）において、ごく一部の台詞（全体で281語のアドリブ）が音声として流されると、一斉にメディアが注目して大きなセンセーションとなった。この事件をきっかけにヴァイタフォンは「トーキー時代の幕開け」を告げるものとして、多くの映画がこの仕組みで製作され、全米各地で上映システムとして採用されてゆく。

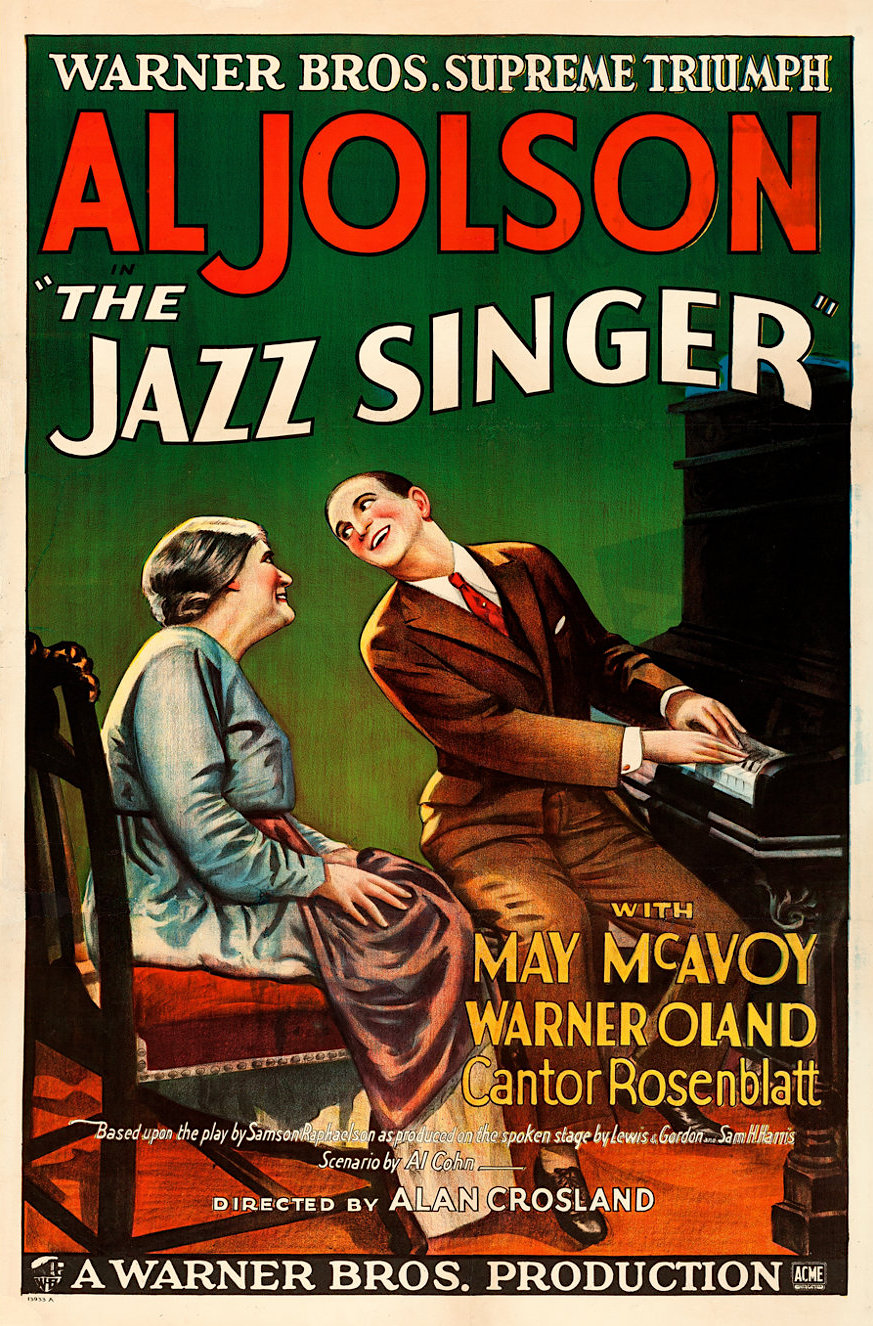
最初期のトーキー映画『ジャズ・シンガー』ポスター。この作品の成功でヴァイタフォンはアメリカで一気に普及した。

ヴァイタフォンのシステムが注目を集めた理由はその簡易さで、サイレント映画とは別に音声レコードを流せばよいため、映画の撮影現場も上映館も、それまでのサイレント時代に蓄積された技術や慣行をそれほど大きく変えずに「トーキー映画」を導入することができた。
しかし同時に大きな難点があり、上記のとおり撮影現場でレコード盤に音声を録音するため、撮影後の音声編集がいっさいできない。また上映時にもそのレコードを再生するため、上映中にいちど音声が映像とずれてしまうと、映写技師がレコードの針を動かして音声をシンクロさせねばならなかった。
そのためライバル社のフォックス映画社がフィルム自体に音を録音できる光学式のサウンドシステム（サウンド・オン・フィルム）として「ムービートーン（Movietone）」を開発すると、急速に廃れてゆくことになった。
しかしこのムービートーンはフィルムが現像されるまで音声を確認することができなかったため、ヴァイタフォンは現場の音声確認手段として、また録音機故障時のバックアップ手段として1930年代半ばまで使われつづけた。またヴァイタフォンの再生システムがすでにアメリカ中の劇場で広く採用されていたため、ムービートーンで映画を製作する場合にも、上映用としてヴァイタフォンのレコード盤を同時製作する慣行がしばらく行われていたことが知られている。

## その他
- これと原理が似たものとして、現在のDTSがある。DTS方式で再生している場合は、フィルム上に正確なデジタル同期信号が、そして音声部には別に専用のプロセッサーを使って、画面と音声を正確に同期させて再生させている[要出典]。